# Scottish Open 1927
Die Scottish Open 1927 waren die 15. Austragung dieser internationalen Meisterschaften von Schottland im Badminton. Sie fanden Anfang des Jahres in Glasgow statt. Gemeinsam mit den offenen Titelkämpfen fanden auch die geschlossenen nationalen Titelkämpfe von Schottland statt.

## Finalresultate
| Disziplin    | Sieger                             | Finalist                      | Ergebnis          |
| ------------ | ---------------------------------- | ----------------------------- | ----------------- |
| Herreneinzel | Albert Edward Harbot               | Frank Hodge                   | 15–6, 17–15       |
| Dameneinzel  | Marjorie Barrett                   | Margaret Tragett              | 11–6, 11–8        |
| Herrendoppel | George Alan Thomas Herbert S. Uber | Raoul du Roveray Frank Hodge  | 15–9, 12–15, 15–4 |
| Damendoppel  | Violet Elton Marjorie Barrett      | Margaret Tragett C. T. Duncan | 15–2, 15–4        |
| Mixed        | Ian Maconachie Marion Armstrong    | Frank Hodge Violet Elton      | 15–6, 15–9        |

## Sieger der Closed Scottish Championships
| Disziplin    | Sieger                        |
| ------------ | ----------------------------- |
| Herrendoppel | James Barr H. E. B. Neilson   |
| Damendoppel  | K. H. Dempster B. S. Dempster |
| Mixed        | James Barr C. T. Duncan       |

## Referenzen
- Annual Handbook of the International Badminton Federation, London, 28. Auflage 1970, S. 268–274.
- Scottish Badminton Titles. In: Edinburgh Evening News. 24. Januar 1927, S. 3, abgerufen am 9. August 2025 (englisch).